# Denton (Maryland)
Denton és una població dels Estats Units a l'estat de Maryland. Segons el cens del 2000 tenia 2.960 habitants.

## Demografia
Segons el cens del 2000, Denton tenia 2.960 habitants, 1.140 habitatges, i 697 famílies. La densitat de població era de 464,6 habitants per km².
Dels 1.140 habitatges en un 31,1% hi vivien nens de menys de 18 anys, en un 37,7% hi vivien parelles casades, en un 17,7% dones solteres, i en un 38,8% no eren unitats familiars. En el 33,5% dels habitatges hi vivien persones soles el 15% de les quals corresponia a persones de 65 anys o més que vivien soles. El nombre mitjà de persones vivint en cada habitatge era de 2,29 i el nombre mitjà de persones que vivien en cada família era de 2,9.
Per edats la població es repartia de la següent manera: un 23,3% tenia menys de 18 anys, un 8,3% entre 18 i 24, un 26,8% entre 25 i 44, un 19,6% de 45 a 60 i un 22% 65 anys o més.
L'edat mediana era de 39 anys. Per cada 100 dones de 18 o més anys hi havia 80,4 homes.
La renda mediana per habitatge era de 34.936 $ i la renda mediana per família de 42.583 $. Els homes tenien una renda mediana de 27.475 $ mentre que les dones 20.504 $. La renda per capita de la població era de 18.631 $. Entorn del 6,6% de les famílies i el 8,1% de la població estaven per davall del llindar de pobresa.

## Poblacions més properes
El següent diagrama mostra les poblacions més properes.